# 1918年米騒動
1918年米騒動（1918ねんこめそうどう）とは、1918年（大正7年）に日本で発生した、コメの価格急騰にともなう暴動事件。日本近代史において単に米騒動とした場合は、本事件を指す。

## 背景

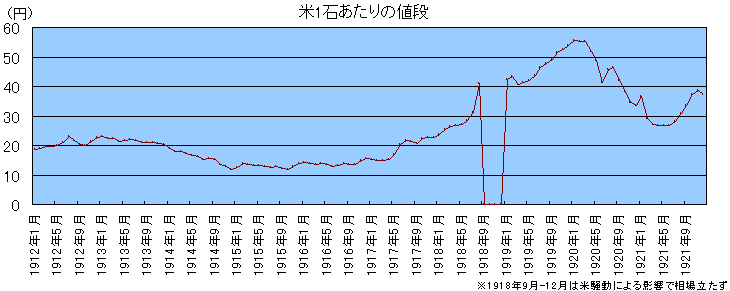
堂島米会所における当時の米相場

第一次世界大戦の影響による好景気（大戦景気）はコメ消費量の増大をもたらし、一方では工業労働者の増加、農村から都市部への人口流出の結果、米の生産量は伸び悩んでいた。1914年（大正3年）の第一次世界大戦開始直後に暴落した米価は約3年半の間ほぼ変わらず推移していたが、1918年（大正7年）の中ごろから上昇し始めた。1917年(大正6年)のシベリア出兵や、大戦の影響によって米の輸入量が減少したことも米価上昇の原因となった。
米価格高騰を見て、次第に米作地主や米取扱業者の売り惜しみや買い占め、米穀投機が発生し始めた。そのなか寺内正毅内閣は1918年（大正7年）8月2日、シベリア出兵を宣言した。これは戦争特需における価格高騰を見越した流通業者や投機筋などの、投機や売り惜しみを加速させた。
大阪堂島の米市場の記録によれば、1918年（大正7年）の1月に1石15円だった米価は6月には20円、翌7月17日には30円を超え、さらに伊勢の相場師・福寅一派の買いあおりや地方からの米の出回り減少で、8月1日には1石35円、同5日には40円、9日には50円を超え、各地の取引所で立会い中止が相次ぐ異常事態になった。一方で小売価格も7月2日に1升34銭3厘だった相場が、8月1日には40銭5厘、8月9日には60銭8厘と急騰し（当時の労働者の月収が18円 - 25円）、世情は騒然となった。
米価暴騰は一般市民の生活を苦しめ、新聞が連日、米価高騰を大きく報じたこともあり、社会不安を増大させた。事態を重く見た寺内正毅内閣総理大臣は1918年（大正7年）5月の地方長官会議にて国民生活難に関して言及したが、その年の予算編成において、救済事業奨励費はわずか3万5,000円のみであり、寺内の憂慮を反映した予算とはいえなかった。仲小路廉農商務大臣は、1917年（大正6年）9月1日に「暴利取締令」を出し、米など各物資の買い占めや売り惜しみを禁止したが、効果はなかった。さらに1918年（大正7年）4月には「外米管理令」が公布され、三井物産や鈴木商店など指定七社による外国米の大量輸入が実施されたが、米価は下落しなかった。
このため寺内内閣は警察力の増加をもって社会情勢の不安を抑え込む方針を採り、巡査採用数が増員された。生活苦と厳しい抑圧に喘ぐ庶民の怒りは、次第に資本家、特に米問屋、商社など流通業者に向けられるようになっていった。

## 発生

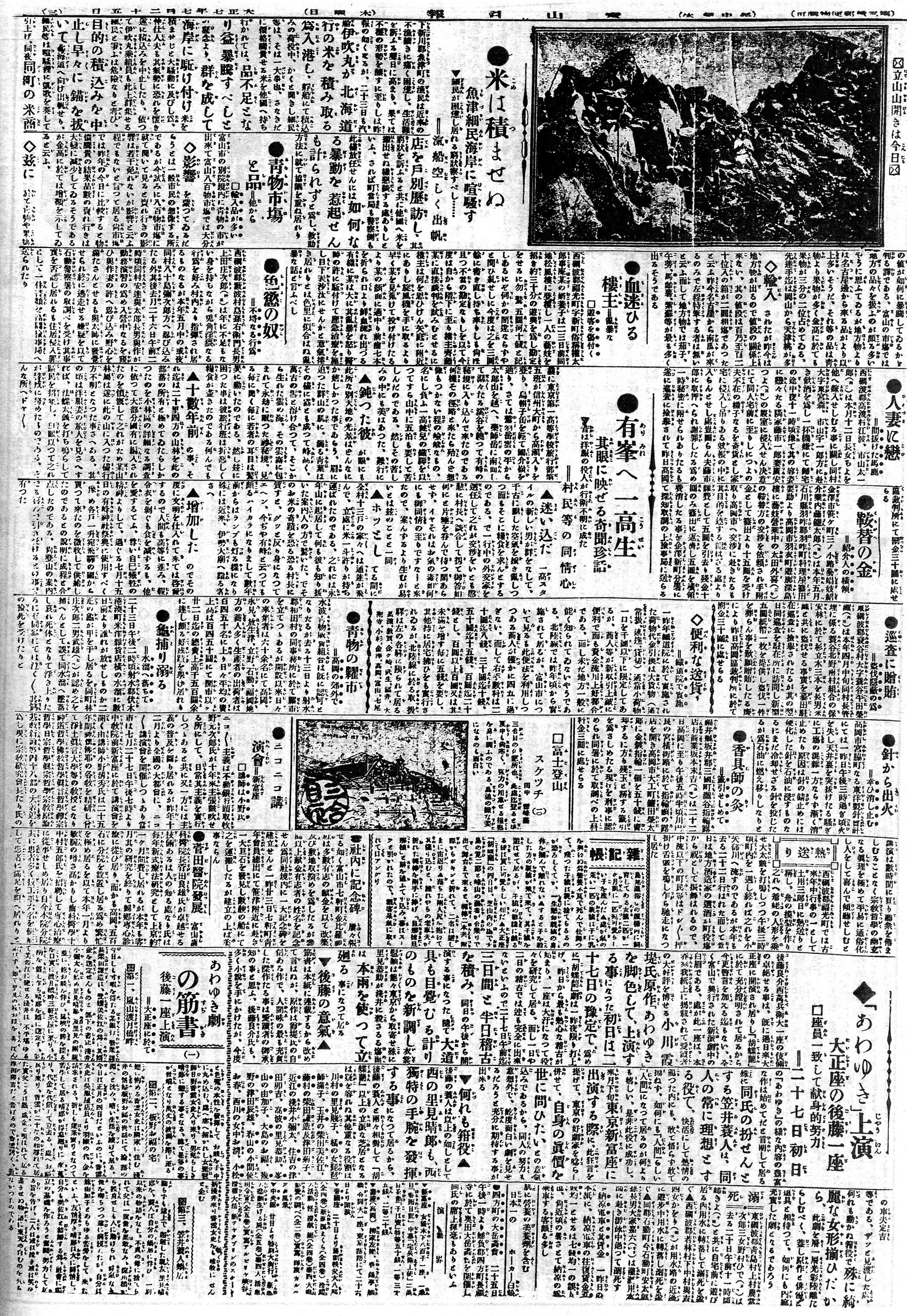
魚津にて起った米騒動を報道する『富山日報』（1918年（大正7年）7月25日）

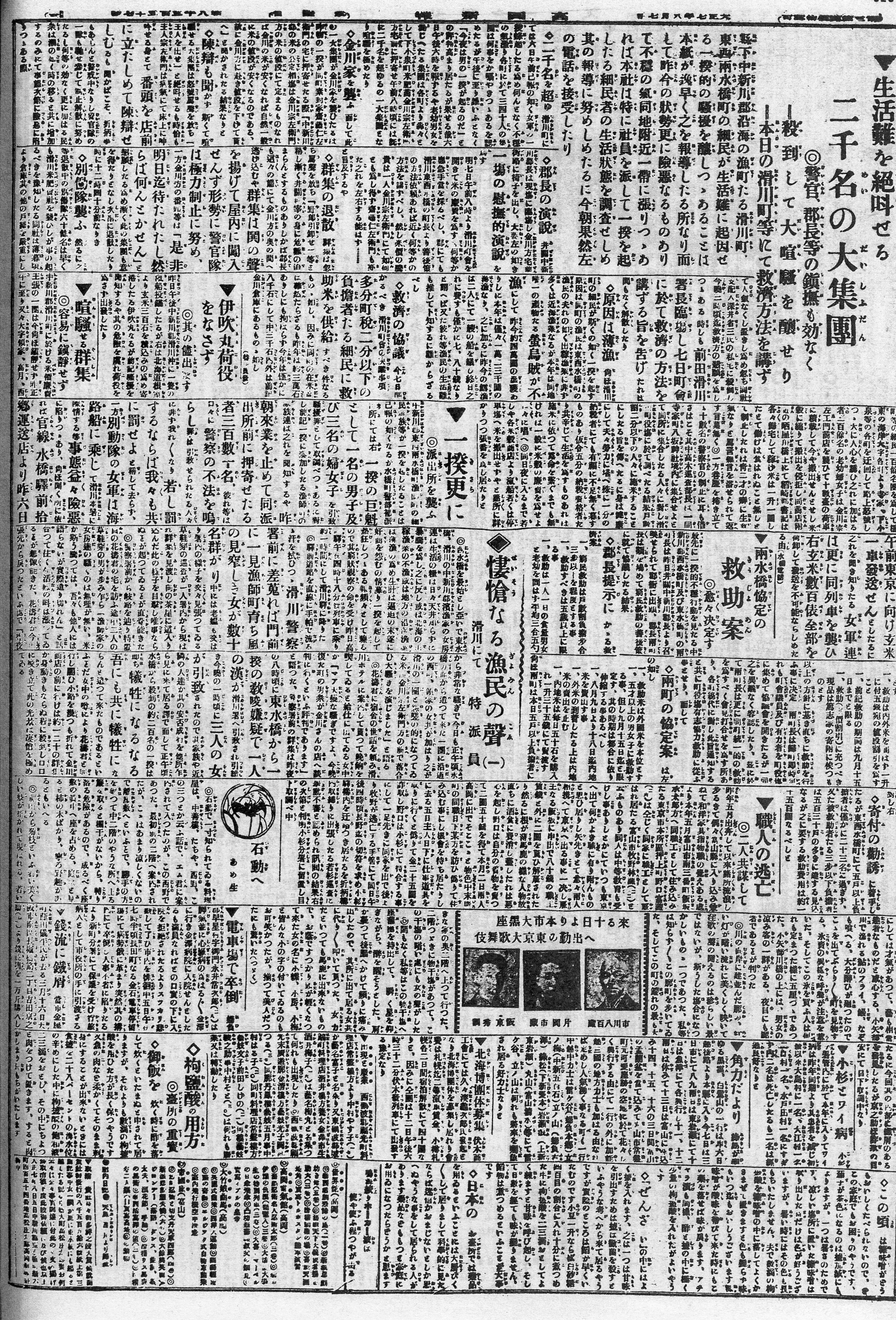
米騒動の激化を報ずる『高岡新報』（1918年（大正7年）8月7日）

騒動の発端となった富山県では、1918年（大正7年）「7月上旬」から、中新川郡東水橋町（現・富山市）で「二十五六人」の「女（陸）仲仕たちが移出米商高松へ積出し停止要求に日参する」行動が始まっている。
また折りから、富山県内各港には、北海道への米の積み出しのための積出船が寄航していた。当時の新聞は「魚津町にては、米積み込みの為客月一八日汽船伊吹丸寄港に際し細民婦女の一揆が起こり狼煙を上げたる」と、魚津町（現・魚津市）で一揆発生を報道した。さらに「二十日未明同海岸に於いて女房共四十六人集合し役場へ押し寄せんとせしを、いち早く魚津警察署に於いて探知し、解散せしめ」と、魚津の動きが20日未明（おそらく19日夜間）から起きていた説もある。
7月22日の昼には、富山市西三番町の富豪浅田家の施米にもれた仲間町、中長柄町ほか市内各所の細民200名が市役所に押しかけた。このときは警官の説諭によって解散させられたが、住民らは米商店を歴訪するなど窮状を訴えた。
そのころ、東水橋町、富山市、魚津町以外にも、東岩瀬町（28日）、滑川町、泊町（31日）等富山県内での救助要請や、米の廉売を要望する人数はさらに増加し、各地で動きが起きていた。翌月8月3日には当時の中新川郡西水橋町（現・富山市）で200名弱の町民が集結し、米問屋や資産家に対し米の移出を停止し、販売するよう嘆願した。8月6日にはこの運動はさらに激しさを増し、東水橋町、滑川町の住民も巻き込み、1,000名を超える事態となった。住民らは米の移出を実力行使で阻止し、当時1升40銭から50銭の相場だった米を35銭で販売させた。

## 全国への波及

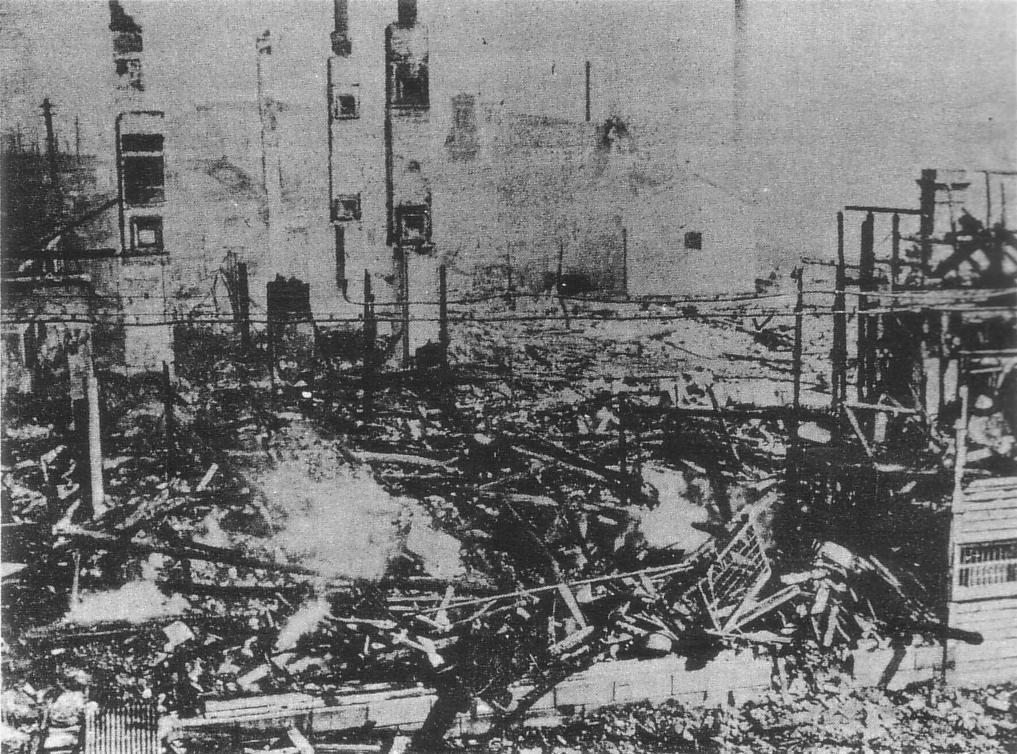
8月11日に神戸で起きた騒動によって焼き払われた鈴木商店本社

### 都市での米騒動
8月10日には京都市と名古屋市を皮切りに全国の主要都市で米騒動が発生する形となった。8月12日には鈴木商店が大阪朝日新聞により米の買い占めを行っている悪徳業者である（米一石一円の手数料をとっている）との捏造記事を書かれたことにより焼き打ちに遭った。米騒動は移出の取り止め、安売りの哀願から始まり、要求は次第に寄付の強要、打ちこわしに発展した。10日夜に名古屋鶴舞公園において米価問題に関する市民大会が開かれるとの噂が広まり、約2万人の群集が集結した。同じく京都では柳原町（現在の京都市下京区の崇仁地区）において騒動が始まり、米問屋を打ち壊すなどして1升30銭での販売を強要した。
東京市では、北陸での暴動発生の報を受けても主要な政治団体は静観の構えを見せた。しかし、8月10日に宮武外骨を発起人として山本懸蔵ら政治・労働運動弁士による野外演説会を日比谷公園で8月13日に開催する広告が打たれ、警察が禁止の決定をしたにもかかわらず、当日には約2,000人の参加者が野外音楽堂に集まった。200人の警官が包囲する中で行われた即席の演説会は、聴衆の中から登壇する者も現れて怒号と興奮が高まっていた。事態は警官との衝突に発展し、暴徒となった群衆は3派に分かれ、派出所や商業施設への投石、電車や自動車の破壊、吉原遊郭への襲撃・放火を行った。浅草方面に向かった一派は翌14日に浅草・本所近辺の米商に押し寄せ、暴力的な廉売交渉を行った。8月15日には軍が出動し、翌16日に暴動は鎮圧され総計299人が検挙されている。東京市での暴動は、ほかの地域と比較して反ブルジョア思想を背景とした都市暴動の性格を持っており、暴動参加者の多くは若年層の男性だった。

### 炭鉱への飛び火
こうした「値下げを強要すれば安く米が手に入る」という実績は瞬く間に市から市へと広がり、8月17日ごろからは都市部から町や農村へ、そして8月20日までにほぼ全国へ波及した。この間、米騒動は山口県や福岡県、熊本県での炭鉱での労働争議へ飛び火した。
山口県の炭鉱騒動
8月17日、山口県厚狭郡宇部村（現・宇部市）で賃上げ交渉が決裂したことに伴い、沖ノ山炭鉱や東見初炭鉱の炭鉱夫約3,000人が炭鉱の頭取や所有者の自宅、商店、遊郭などを襲撃した。翌18日に陸軍が出動し、発砲などで13人の死者を出して鎮圧した。軍隊が発砲理由とした坑夫のダイナマイト（爆弾）使用は、陸軍が発砲を正当化するために捏造したコメントを、大正7年8月23日付『大阪朝日新聞』などが取材なしに記事化したことにより流布された可能性が高いとされる。
福岡県・熊本県の炭鉱騒動
以下の【】で福岡県添田町の峰地炭鉱の鉱夫が兵士や警官にダイナマイトを投擲したと記述しているが、投擲の事実はない。峰地炭鉱騒擾事件の事実は福岡地方裁判所の「峰地第二坑騒擾事件予審終結決定書」で認定されている。ダイナマイト投擲が鉱夫の射殺を正当化する陸軍の捏造であることは井本三夫が指摘している。陸軍の捏造は『福岡日日新聞』『門司新報』などに掲載されたため捏造が「史実化」した。以下の【】が論拠としているのは日本で最初にユネスコの世界記憶遺産に登録された山本作兵衛の『炭坑画』のなかの「ヤマの米騒動」の作品群である。作兵衛は、1918年当時、米騒動がなく平穏だった山内炭鉱で働いていた。したがって峰地炭鉱の米騒動に関する作品はスケッチして描いた「記録画」ではなく、米騒動から40年後に伝聞と想像により描いた作品である。以下の【】の電柱に登った鉱夫の作品に関して作兵衛は、「いや、あれは申訳ないことをしてしまった」「作兵衛さんは亡くなるまでそのことを苦にしていた」と、事実に基づかない作品を描いたことを反省している。
○以下の【】に「添田村」とあるが、添田村は1912年に添田町となっている。
○上三緒炭鉱で作兵衛の兄が賃上げを求めるため安全な場所でダイナマイトを爆発させるよう言いつけたのは事実であり、作兵衛の「ヤマの米騒動」にも上三緒炭鉱の爆発が描かれている。
○米騒動防止のため集会は禁止されたが峰地第一坑で数十名による盆踊りがはじまったため警官は解散を命じた。これに従わなかった鉱夫を派出所に連行中、鉱夫が逃走したため兵士が刺殺した。陸軍は死因を傷害後の心臓麻痺と報告した。
【福岡県の米騒動は、山本作兵衛が筑豊地方の米騒動を描いた記録画を残している。8月17日、田川郡添田村（現・添田町）の峰地炭鉱で、米価高騰に困窮する約100人の炭坑夫が炭鉱の売店を打ち壊し酒樽を持ち出す暴動が起きた。警察が出動したがダイナマイトで追い払われるなど鎮圧できず、翌8月18日に陸軍が出動して鎮圧にあたった。中にはふんどし姿で電柱に登り、咥えタバコでダイナマイトを点火し放り投げる炭鉱夫がいたため、陸軍の兵士が射殺したと山本は記録している。また、打ち毀しに便乗した火事場泥棒を兵士が検査しようとしたところ、逃亡を図ったため銃剣で殺害したこともあった。田川郡ではその後も、飯塚駅など各地の駅を軍隊が警備したほか、炭鉱夫たちによる自警団が太刀や角材で警備にあたった。10人以上の集会が禁じられたため、直後に開催された盆踊りでは警官が現れると即座に解散となった。9月3日には、上三緒炭鉱のボタ山でダイナマイトを用いた爆弾テロが発生し、11人が検挙され3人に有罪判決が下された。この影響で、上三緒炭坑の近くにある山内炭鉱では、爆弾テロの翌日に労働者の賃金を約2倍にする通達が出された。】
8月27日には、嘉穂郡鎮西村（現・飯塚市）の八幡製鐵所二瀬中央坑の炭鉱夫たちが勤務時間中に集合し、会社に対し米価引き下げと賃金3割増を要求した。しかし要求が拒まれたため、夜に入り炭鉱夫たちが暴徒化し、購買部を襲撃して略奪を働いた。そのため警察が出動したほか、翌8月28日に軍隊が出動し鎮圧。1名の犠牲者が出た。
9月4日には、福岡県大牟田市と熊本県玉名郡荒尾村（現・荒尾市）にまたがる三池炭鉱万田坑で、賃上げなどを要求した炭鉱夫が暴動を起こし、陸軍（第六師団や第十八師団）が出動して9月5日に鎮圧した。
米問屋から都市、炭鉱へと場所を移した騒動は、50日間を数えた。

### 騒動の発生地域・参加人員と軍隊出動、検挙者の処遇
「米騒動」や「米騒擾」などと呼ばれた約50日間にわたる一連の騒動は、最終的に1道3府37県の計369か所に上り、参加者の規模は数百万人を数え、出動した軍隊は3府23県にわたり、10万人以上が投入された。陸軍が出動したほか、呉市では海軍陸戦隊が出動し、民衆と対峙するなか銃剣で刺されたことによる死者が少なくとも2名出たことが報告されている。一方で、水兵が騒動に参加して検挙されたほか、一部の地域では制止すべき警官が暴動を黙認した。
検挙された人員は2万5,000人を超え、8,253名が検事処分を受けた。また7,786名が起訴され、第一審での無期懲役が12名、10年以上の有期刑が59名を数えた。米騒動には統一的な指導者は存在しなかったが、一部民衆を扇動したとして、和歌山県で2名が死刑の判決を受けている。

### 政府などの対応
政府は8月13日に1,000万円の国費を米価対策資金として支出することを発表し、各都道府県に向けて米の安売りを実施させたが、騒動の結果、米価が下落したとの印象があるとの理由から8月28日にはこの指令を撤回し、安売りを打ち切った。結果として発表時の4割程度の支出に留まり、米価格の下落には至らず、1918年（大正7年）末には米騒動当時の価格まで上昇したが、国民の実質収入増加によって騒動が再発することはなかった。
8月13日、閣議は米穀強制買収に1,000万円限度の支出を決定。8月16日、農商務大臣が米穀類を強制買収し得る穀類収用令を公布（緊急勅令）。発動されず、1919年4月5日、同法廃止を公布(勅令)。
8月28日、東京府は米価暴騰に対処し「外鮮米」を指定米商に委託して廉売した。

### 被差別部落との関わり
米騒動での刑事処分者は8,185人におよび、被差別部落からはそのうちの1割を超える処分者が出た。1割は人口比率に対して格別に多かった。部落の多い京都府、大阪府、兵庫県、奈良県では3割から4割が被差別部落民であり、女性の検挙者35人のうち34人が部落民であった。これは被差別部落民が米商の投機買いによる最大の被害者層であったためである。京都市の米騒動も、市内最大の部落である柳原（現・崇仁地区）から始まっており、同地区では50人以上の部落民が逮捕されている。処分は死刑をも含む重いものであった。死刑判決を受けた和歌山県伊都郡岸上村（現・橋本市）の2人の男性、すなわち中西岩四郎（当時19歳）ならびに同村の堂浦岩松（堂浦松吉とする資料もある。当時45歳）も被差別部落民であった。事態を重視した原内閣は1920年（大正9年）、部落改善費5万円を計上し、部落改善のための最初の国庫支出を行った。同年、内務省は省内に社会局を設置し、府県などの地方庁にも社会課を設けた。

### 騒動の起こった都市
『米騒動の研究』 - 井上清、渡部徹編より、発生した都市を日付順に並べた。
8月11日
大阪市、神戸市
8月13日
東京市、福島市、豊橋市、岐阜市、大津市、富山市、高岡市、金沢市、福井市、和歌山市、堺市、尼崎市、姫路市、岡山市、尾道市、呉市、広島市、鳥取市、高松市、丸亀市、高知市
8月14日
浜松市、岡崎市、奈良市、福山市
8月15日
仙台市、若松市、横浜市、横須賀市、甲府市、津市、松山市、門司市
8月16日
下関市、小倉市
8月17日
新潟市、長岡市、長野市、延岡市
8月20日
佐世保市、熊本市、松江市、大垣市

### 全国中等学校優勝野球大会の中止
この騒動は、全国中等学校優勝野球大会（現・全国高等学校野球選手権大会）にも影響を及ぼした。8月11日に神戸市で始まった騒動により、当時の会場だった鳴尾球場に程近い鈴木商店で焼き打ち事件が発生。そのため、周辺の治安も大幅に悪化し8月14日からの開催予定だった第4回全国中等学校優勝野球大会は延期された。しかし、その後も治安改善の見通しが立たなかったため、8月16日に大会の中止が決定された。

## 原内閣の誕生
米騒動の影響を受け、世論は寺内内閣の退陣を求めた。寺内は体調不良もあり8月31日に元老の山縣有朋に辞意を告げ、9月20日に内閣総辞職を決定した。山縣は元内閣総理大臣の西園寺公望に寺内の後継として総理に就任するよう要請したが、西園寺はこれを固辞し、憲政の常道を重んずる立場から立憲政友会総裁の原敬を推薦した。そして9月27日に原に大正天皇より組閣の大命が降下され、2日後の9月29日に日本で初の本格的な政党内閣である原内閣が誕生した。爵位を持たない衆議院議員を首班とする初の内閣となったということで、民衆からは「平民宰相」と呼ばれ、歓迎された。

## 発生の経緯についての研究
井上清・渡部徹『米騒動の研究』（全5巻）から45年後の2004年に、その間40年以上の間に積み上げられた新たな事実・資料・見地を織り込んで、B5判で623ページにわたる大著として刊行された『図説　米騒動と民主主義の発展』では、「1918年夏の米騒動について残っている証言・資料に現れている、最も早い時点での行動は、東水橋町の女性陸仲仕たち20数人によって、7月上旬から始められた、移出米商高松への積出停止の要求の行動です。」とまとめられている。
2000年ごろまでは、米騒動の始まりは「七月二二日夜、富山県下新川郡魚津町の漁民の妻等が、井戸端で、米が高くなるのは同地方の米を県外へ移出するため」であるから、米の積出しを中止してもらおうと相談し、「二三日午前八時すぎ、警察の調べでは四六名が海岸に集まった。これが全国をおおうた米騒動の発端であった」という説が定説であった。
しかしながら、上述したように、井本三夫編『北前の記憶——北洋・移民・米騒動との関係』（桂書房、1998年）、歴史教育者協議会編・井本三夫監修『図説米騒動と民主主義の発展』（民衆社、2004年）、井本三夫『水橋町（富山県）の米騒動』（桂書房、2010年）など、米騒動に直接参加した女陸仲仕や漁師、軍人など米騒動の目撃者や随伴者への聞き取りを文字化し、新たな視点による分析が加えられた学術書が次々と刊行された。そのため、米騒動がいつどこでどのように始まったのかについては、少なくとも「富山湾沿岸地帯」からであり、「漁村から始まったのではない」、その主体は「海運・荷役労働者の家族」、「都市漁民」の前期プロレタリアであるなどと従来の定説を大幅に改めることになっている。
さらに、米騒動と労働者のストライキとの関係についても「労働者階級の闘争は、一九一八（大正七）年七月の末に所謂「騒動」が勃発する以前から、工場におけるストライキという闘争形態を主たる闘争形態として展開しています。」とし、ストライキの参加人員を見ても「一六（大正五）年には八四一三名の参加人員が、実に一七（大正六）年には五万七三〇九名、米騒動の起きた一八年には六万六四五七名というように、官庁統計からいってもこの一七年がひとつの転機になっている」など、米騒動が始まった結果ストライキが頻発するようになったように言われていたのは間違いであることが、早くから指摘されていた。
また、富山県で米騒動が始まるより2 - 3か月早い「18年の4〜5月になると、もう食糧暴動と言えるものも起こっている」とし、「兵庫県赤穂郡相生町にある播磨造船所」で「食料品価格の高騰のなかで、待遇の悪さに怒った労働者数百人が、ラッパを合図に事務所・食堂・炊事場を襲撃して、器物・建物を破壊し炊事夫に暴行を加えた」という新たな事実が掘り起こされてもいる。

### 記念施設

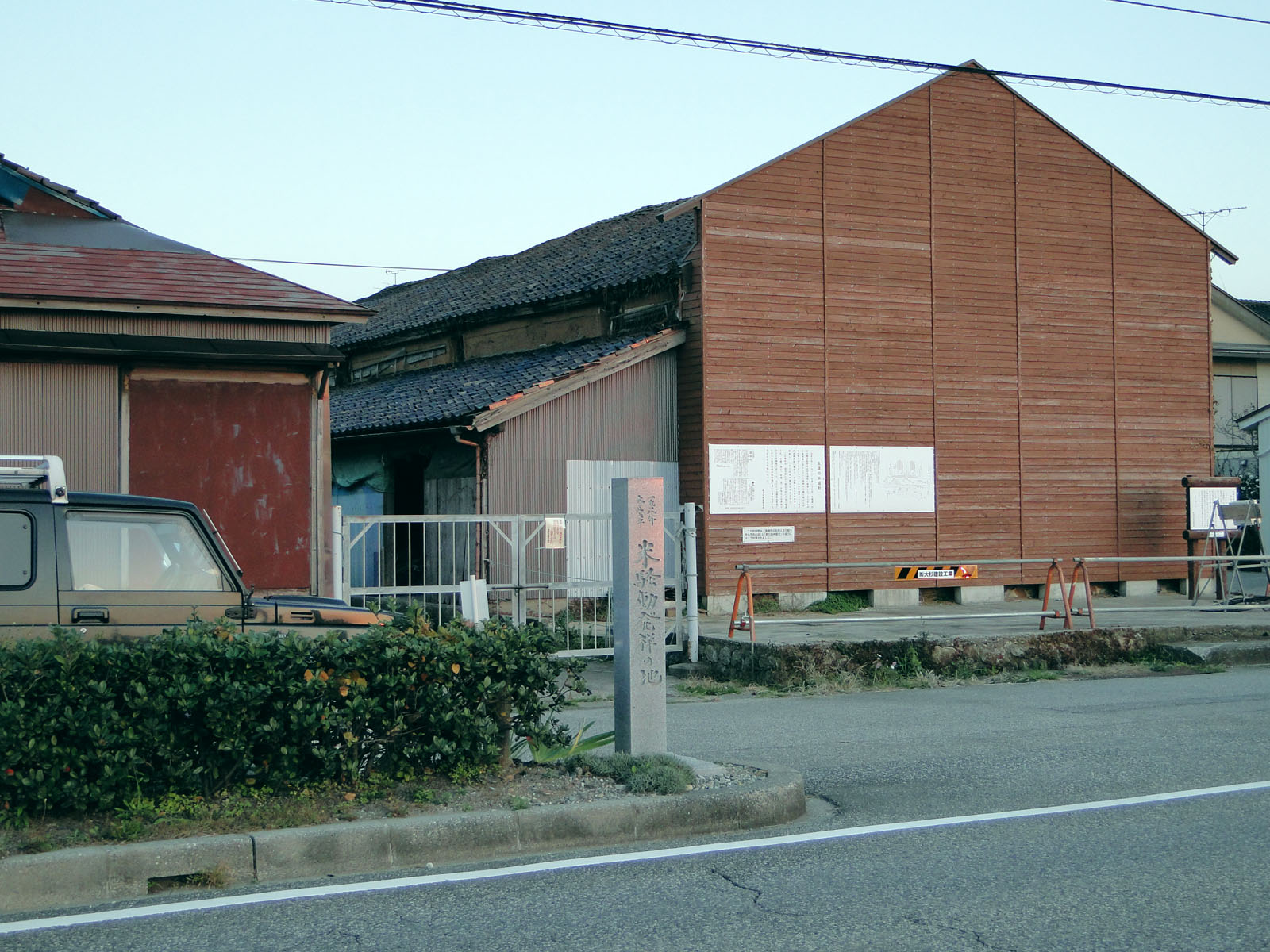
米騒動発祥の地の石碑。2009年11月撮影。

米騒動が近年は評価される動きがある。魚津市大町の十二銀行（北陸銀行の前身）倉庫前には「魚津市の自然と文化財を守る市民の会」による「米騒動発祥の地」の標柱があり、富山市水橋館町の郷土史料館の敷地内にも記念碑が設置された。

## 米騒動を題材とした作品

### 絵画
- 桜井清香『米騒動絵巻』（徳川美術館蔵、1950年）[53]
- 山本作兵衛「ヤマの米騒動」『筑豊炭鉱絵巻』（田川市蔵）[22]

### 映画
- 『関東やくざ者』（東映、1965年）
- 『日本侠花伝』（東宝、1973年）
- 『四畳半襖の裏張り』（日活、1973年）
- 『青春の門』（東宝、1975年）
- 『百年の蔵』（ヴィジュアルフォークロア、2018年）ドキュメンタリー[54]
- 『大コメ騒動』(主演 井上真央、ラビットハウス、エレファントハウス、2021年）[55]

### 漫画
- 『狼の星座』（横山光輝作、1975年）